# 恩科
恩科（おんか、拼音：ēn-kē）は、朝廷が恩を加えて、科挙の科賦を赦免することを言う。清代には、慶事があった時に特別行う科挙をいうことになった。

## 起源
宋代の科挙では、五代の後晋の制度を受け継いで、3年ごとに郷試、会試を行い、これを正科といった。皇帝が親しく試験をする時、別に名冊を奏し、特に試験することを許可する。これを特奏名と称する。この時は、みな合格することが出来る。ゆえに、これを「恩科」と称した。
恩科は宋代に始まり、明、清でもこの制度を用いた。清代には、通常の科挙以外に、朝廷に慶事がある時には特別に試験を行った。これも「恩科」と称した。もし、正科と恩科が合同して行われる時には、「恩正並科」と称した。

## 清代の恩科
清代には、全部で5回の恩科が行われている。
- 康熙52年（1713年）恩科
- 雍正元年（1723年）恩科
- 乾隆17年（1752年）恩科
- 乾隆26年（1761年）恩科
- 乾隆36年（1771年）恩科